# Bernd Herzog
Bernd Herzog (* 22. Oktober 1938 in Magdala) ist ein ehemaliger deutscher Fußballspieler.

## Karriere
1952 spielte Bernd Herzog in der Jugend von Traktor Magdala. Ein Jahr später schloss er sich der BSG Turbine Weimar an, zwei weitere Jahre danach wechselte er zur Jugend des SC Rotation Leipzig. 1958 bestritt der gebürtige Thüringer sein erstes Spiel in der ersten Mannschaft des Sportclubs. 1963 wurde „Bäcker“, wie ihn seine Mitspieler nannten, als nicht förderungswürdig eingestuft und daher zur BSG Chemie Leipzig eingeteilt. In der Meistersaison 1963/64 bestritt der Verteidiger ebenso wie vier seiner Mannschaftskollegen (Walter, Pacholski, Scherbarth und Behla) alle 28 Pflichtspiele, dazu gehörten auch zwei Pokalspiele. Zwei Jahre später gewann Herzog mit dem Verein aus Leutzsch auch den FDGB-Pokal. 1967 beendete der Abwehrspieler seine Karriere, als er von seinem Klubpräsidenten Kobbelt in Abwesenheit von Trainer und Mannschaftsleiter als nicht mehr tauglich für den Leistungssport eingestuft wurde und nahm ein Angebot seines Schwiegervaters an, in dessen Bäckerei zu arbeiten. Meistertrainer Alfred Kunze setzte sich jedoch gegen seinen Präsidenten durch und überredete Herzog zu einer weiteren Saison, während der der Bäcker halbtags zusätzlich im Familienbetrieb arbeitete. In der darauf folgenden Spielzeit 1968/69 unterstützte Bernd Herzog die zweite Mannschaft des Vereins, anschließend beendete er seine Karriere.

## Erfolge
- 1964: Gewinn der deutschen Fußballmeisterschaft (DDR)
- 1966: Gewinn des FDGB-Pokals

## Beruflicher Werdegang
Von 1953 bis 1955 machte Bernd Herzog eine Lehre als Bäcker in Weimar. Anschließend zog er nach Leipzig, um seine Gesellenjahre beim Cousin seiner Tante zu absolvieren. Ab 1967 unterstützte Herzog seinen Schwiegervater in dessen Bäckerei. Von 1970 bis 2003 arbeitete Bernd Herzog als selbständiger Bäckermeister, ehe er seinem Sohn das Geschäft übergab.

## Familie
Während seiner Gesellenjahre lernte Bernd Herzog seine Ehefrau kennen. Mit Marion hat er eine Tochter und einen Sohn Jens, der Obermeister der Leipziger Bäckerinnung ist. Der Enkel Pierre von Bernd Herzog arbeitet im Familienbetrieb in Markkleeberg.